# Stegoelmis stictoides
Stegoelmis stictoides là một loài bọ cánh cứng trong họ Elmidae. Loài này được Spangeler miêu tả khoa học năm 1990.